# 5101 Akhmerov
5101 Akhmerov eller 1985 UB5 är en asteroid i huvudbältet som upptäcktes den 22 oktober 1985 av den sovjetisk-ryska astronomen Ljudmila Zjuravljova vid Krims astrofysiska observatorium på Krim. Den är uppkallad efter läkaren Vadim Zinovjevitj Achmerov.
Asteroiden har en diameter på ungefär 11 kilometer och den tillhör asteroidgruppen Eos.